# Nathan Adrian
Nathan Ghar-jun Adrian (Bremerton, 7 de dezembro de 1988) é um nadador norte-americano. É campeão olímpico e mundial pelos revezamentos americanos.